# Скоморох (река)
Скоморо́х — малая речка в Киеве, в местностях Лукьяновка и Солдатская слободка, левый приток Лыбеди. Протяжённость — около 3 км.

## Описание
Начинается поблизости пересечения улиц Белорусской и Древлянской, протекает под Белорусской улицей и бывшим Лукьяновским трамвайным депо. Далее речка пересекает улицу Вячеслава Черновола и протекает вдоль нечётной стороны Златоустовской улицы. На существование речки здесь указывает характерный рельеф и название Речной улицы, которая когда-то была обычным мостиком через Скоморох.
Далее речка пересекает проспект Победы и протекает под Жилянской улицей и по территории завода «Транссигнал» и неподалёку от трамвайной конечной остановки в конце Старовокзальной улицы впадает в Лыбедь.
Речка была полностью заключена в коллектор ещё в 1914 году.